# Stephania crebra
Stephania crebra är en tvåhjärtbladig växtart som beskrevs av Lewis Leonard Forman. Stephania crebra ingår i släktet Stephania och familjen Menispermaceae. Inga underarter finns listade i Catalogue of Life.